# Hospital La Merced
El Hospital de la Merced es un hospital situado en la ciudad de Osuna, en la provincia de Sevilla, en España. Fue inaugurado en 1993 siendo el centro sanitario más importante de la comarca y donde confluye la atención sanitaria especializada de 25 municipios de la Sierra Sur de Sevilla. Está dividido en 7 plantas.

## Especialidades
Cuenta con área de hospitalización, seis quirófanos y contando con una de las UCI más modernas de España con dieciséis boxes, y acaba de abrir un nuevo espacio de observación de Urgencias. En su cartera de servicios se contemplan especialidades como Medicina Interna, Pediatría, Aparato Digestivo, Neumología, Cardiología, Salud Mental, Anestesiología y Reanimación, Cirugía General y Digestiva, Traumatología, Dermatología, Ginecología y Obstetricia, Oftalmología, Otorrinolaringología, Urología, Análisis Clínicos, Anatomía Patológica, Radiodiagnóstico, Medicina Preventiva, Farmacia, Hematología, Reumatología y Oncología Médica.

## Atención
El hospital atiende una población de casi 173.000 habitantes. Tiene una capacidad en camas de 225, aunque es número variable según demanda.